# 666 (álbum de HYDE)
666 es el título del segundo álbum en solitario de HYDE; deriva de la pronunciación japonesa del número seis, "roku" (六), confundiéndose con la palabra inglés rock, así pues el título sería "rock, rock, rock". Todas las letras y canciones están compuestas por él mismo, además de ser el productor del álbum junto a K.A.Z., quien más tarde se uniría a la banda. Para completar el equipo: Furuton (batería), Hiroki (bajo) y en el caso de WORDS OF LOVE el saxofón a cargo de Shinji Takeda. Para las letras en inglés contó con la ayuda de Lynne Hobday y Anis Shimada, vocalista de MONORAL.
Este trabajo suele catalogarse como la antítesis de su anterior ROENTGEN, ya que mientras éste contenía en su mayoría canciones lentas y orquestalmente instrumentadas, 666 muestra el lado hard rock del músico, conformando 10 canciones también famosas por la controversia en sus letras y supuestas alusiones al satanismo. 
Para este álbum sólo se lanzaron dos singles, HELLO (canción del comercial de dwango, junto con SWEET VANILLA) y HORIZON (tema principal de la película Sky-High). MASQUERADE también formó parte de una película, en este caso CASSHERN y SHINING OVER YOU en el videojuego de nintendo Baten Kaitos.

## Lista de canciones
| #   | Título               |
| --- | -------------------- |
| 1.  | SWEET VANILLA        |
| 2.  | HELLO                |
| 3.  | WORDS OF LOVE        |
| 4.  | HORIZON              |
| 5.  | PRAYER               |
| 6.  | MASQUERADE           |
| 7.  | MIDNIGHT CELEBRATION |
| 8.  | SHINING OVER YOU     |
| 9.  | FRUIT OF CHAOS       |
| 10. | HYDEAWAY             |

## DVD
| #  | Título       |
| -- | ------------ |
| 1. | HELLO (PV)   |
| 2. | HORIZON (PV) |

## Vídeos promocionales
- HYDE - HELLO (enlace roto disponible en Internet Archive; véase el historial, la primera versión y la última).
- HYDE - HORIZON (enlace roto disponible en Internet Archive; véase el historial, la primera versión y la última).
- CM dwango - SWEET VANILLA

- Datos: Q8179620